# Арсений (Крылов)
Епископ Арсений (в миру Алексей Васильевич Крылов; 12 (24) марта 1879, Петровское, Верейский уезд, Московская губерния — 26 мая 1962, Москва) — епископ Русской православной церкви, епископ Костромской и Галичский.
Занимал Тверскую, Уфимскую, Черниговскую и Костромскую архиерейские кафедры.

## Биография
Родился 12 (24) марта 1879 года в семье пономаря села Петровского Верейского уезда Московской губернии Василия Фёдоровича Крылова и его жены Софьи Тихоновны, крещён 15 марта.
Брат — протоиерей Николай Васильевич Крылов (1875—1941) — умер в лагере, в 2001 году причислен к лику святых Русской православной церкви.
Окончил Донское духовное училище, Московскую духовную семинарию (1901 год). С 1901 года — учитель церковно-приходской школы. С 3 июня 1903 года — псаломщик одного из московских храмов.
Окончил Московский коммерческий институт со степенью кандидата коммерции (1912 год), юридический факультет Московского университета со степенью кандидата права (1914 год). В 1914 году зачислен помощником присяжного поверенного в округе Московской судебной палаты. В 1918—1944 годах работал в различных государственных учреждениях по экономической и юридической специальностям (ревизором, инспектором, юрисконсультом).
С 16 января 1944 года — диакон, с 18 января 1944 года — священник Богоявленского патриаршего собора Москвы. 18 августа 1945 года пострижен в монашество, к этому времени он овдовел. В монашестве получил имя Арсений в честь Святителя Арсения Тверского († 1409). 19 августа возведён в сан архимандрита.
26 августа 1945 года хиротонисан во епископа Калининского и Великолукского; хиротонию возглавил Патриарх Алексий I.
При нём в январе 1948 г. Церкви были возвращены мощи Анны Кашинской, а ещё ранее, в 1947 году, выяснилось, что в открытом в 1946 г. Знаменском храме Осташкова «без санкции властей» находятся мощи преп. Нила Столобенского.
С 17 марта 1950 года — епископ Уфимский и Башкирский, с 31 июля 1952 года — Уфимский и Стерлитамакский.
С 17 ноября 1953 года — епископ Черниговский и Нежинский.
29 июля 1954 года уволен на покой.
С 11 ноября 1954 года — епископ Костромской и Галичский.
17 сентября 1956 года вновь уволен на покой — по требованию Костромского обкома КПСС и облисполкома за «массовое возбуждение религиозных суеверий» (15 мая 1956 года (на Радоницу) епископ организовал служение под открытым небом на городском кладбище Костромы общей панихиды).
Отличался большой любовью к церковным службам, смирением и добротой к своей пастве; защищал интересы церкви от действий властей, за что много претерпел неприятностей.
На покое жил в Москве. По благословению Патриарха Алексия служил в храме в честь иконы Божией Матери «Нечаянная радость» в Марьиной Роще.
26 мая 1962 года, вернувшись из храма, скончался от кровоизлияния в мозг. Отпевали владыку в Елоховском Богоявленском соборе. По благословению Патриарха Алексия в отпевании участвовали епископ Дмитровский Киприан, епископ Можайский настоятель собора Леонид и епископ Донат.
Похоронен на Ваганьковском кладбище города Москвы (участок 39, могила находится в глубине участка под палаткой из металлической сетки среди родственных могил).